# Esther Hart

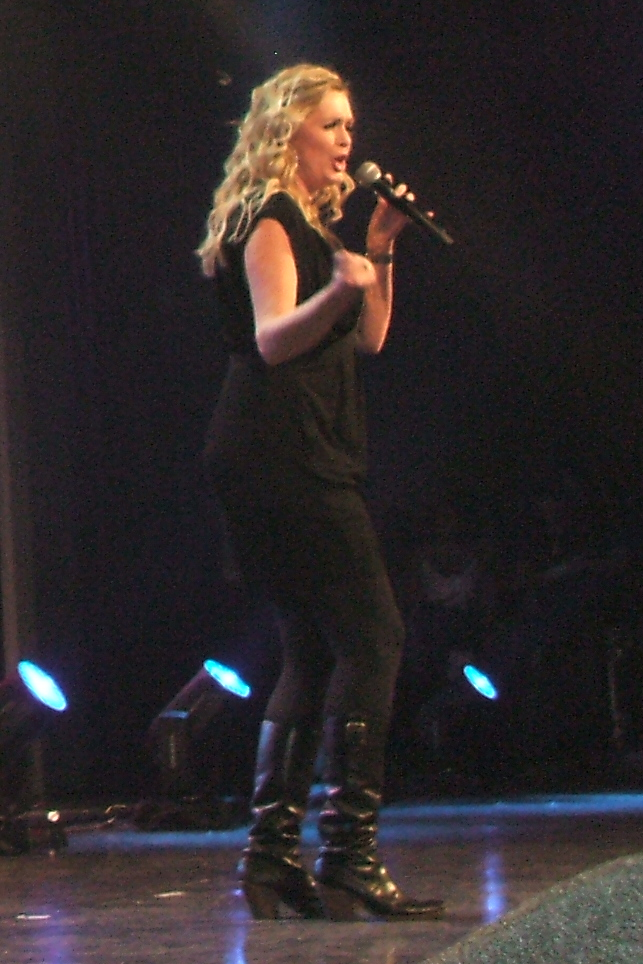
Esther Hart cantando em 2011

Esther Hart (nascida como  Esther Katinka  Hartkamp , Epe Guéldria, 3 de junho de 1970- ) é uma cantora neerlandesa . Ela participou no concurso da BBC A Song for Europe em 2003, com a canção "Wait For Moment". Ela desistiu dessa competição por participar por dopis países, o que não seria aceitável por ambos os países  BBC e  NOS. Ela optou por participar noNationaal Songfestival, a competição neerlandesa  para escolher a canção dos Países Baixos no Festival Eurovisão da Canção e venceu a competição. A canção dela  "One More Night"  classificou-se em décimo-terceiro lugar no Festival Eurovisão da Canção 2003 . Ela leu os resultados do júri neerlandês do Festival Eurovisão da Canção 2008.

## Discografia

### Álbuns
- "Fruit At The Bottom (1995)
- "Xmas In Harmony" (1996)
- "Straight from the heart" (2003)

### Singles
- "If I Knew You Then (like I Know You Now)"(2003)
- "One More Night" (2003)
- "You'll Never Know#" (2003)